# Mettiti la maschera
Mettiti la maschera è un brano musicale della cantautrice pugliese Erica Mou, pubblicato come singolo il 10 maggio 2013.

## Il brano
Il brano è il singolo di lancio dell'album Contro le onde, pubblicato il 28 maggio 2013 da Sugar Music.
Inoltre la canzone è stata usata il 2 giugno dello stesso anno, all'interno del programma sportivo Domenica Sport andato in onda su Radio 1 con Massimiliano Graziani.

## Il video
Il 4 giugno 2013 viene diffuso in anteprima sul portale di TGcom24 il videoclip del brano Mettiti la maschera., girato da Gabriele Surdo e realizzato in Salento con il contributo di Puglia Sounds.

## Tracce
Download digitale
1. Mettiti la maschera - 2:54